# 曾德軒
曾德軒（Eric Tseng Tak Hin，1987年12月5日—），香港男子保齡球運動員。他早年就讀聖公會主風小學和青年會書院。

## 簡歷
2014年6月，曾德軒在亞洲保齡球巡迴賽香港站中，於男子組決賽擊敗隊友胡兆康，奪得個人今年首個亞巡賽冠軍；更憑一局254的分數奪得一局最高分數的榮譽。
2014年9月，曾德軒代表中國香港參加南韓仁川舉行的亞運會保齡球比賽，與胡兆康、麥卓賢、甘兆麟、楊偉基和陳逸朗合作贏得男子五人隊際賽銅牌。
2017年11月，曾德軒參加美國拉斯維加斯舉行的世界保齡球錦標賽，他先與劉冠濠合作出戰男子雙打賽。二人先以總分2601分、第四名的成績晉級四強賽；在四強賽中，他們以415：405險勝日本選手晉身決賽；但在決賽以409：420分僅負於美國球手，無緣冠軍，但仍然歷史性奪得一面世錦賽銀牌。其後，曾德軒再與麥卓賢及胡兆康合作出戰男子三人賽。三人先以第二名的成績晉級四強賽；在四強賽中，他們以616:613分險勝芬蘭組合晉身決賽；在決賽面對中華台北，三人平均打出219.67分，總分以659:610分取得勝利，歷史性在世錦賽奪得金牌。賽後，他表示連日經歷了歷史性的男雙銀牌和三人賽金牌，感覺很夢幻、很不真實，這一金一銀對他來說是一份很大份量的生日禮物。

## 榮譽
- 香港傑出運動員選舉

「香港最佳運動組合」
－ 與張振中共同奪得（2008年）
－ 第22屆亞洲保齡球錦標賽男子五人隊（2012年）
－ 2017世界保齡球錦標賽男子三人隊（2017年）